# Haik Martirosyan
Haik Mikaeli Martirosyan (in armeno Հայկ Միքայելի Մարտիրոսյան; Byuravan, 14 giugno 2000) è uno scacchista armeno, grande maestro.
Campione armeno nel 2018,  nella lista di giugno 2021 è entrato per la prima volta nella Top 100 della classifica mondiale FIDE.

## Carriera
Nel 2016 ha vinto il Mondiale giovanile nella categoria U16.
Nel 2017 ha giocato per la World Team, squadra che ha vinto il Match of the Millennials disputato a Saint Louis, ottenendo 4 punti nelle 7 partite giocate.
Nel 2018 in gennaio vince a Erevan il Campionato armeno di scacchi, totalizzano 7 punti su 11 a mezzo punto di distanza dal secondo Robert Hovhannisyan. In settembre partecipa alle Olimpiadi di Batumi 2018 (con performance 2708). Chiude l'anno a Zurigo con la vittoria del Zurich Christmas Open.
Nel febbraio 2019 è giunto secondo ai tie-break all'Aeroflot Open alle spalle di Kaido Külaots.
Nel 2021 in maggio si qualifica per la Coppa del Mondo di Soči, dopo aver passato i tre turni a eliminazione diretta del torneo di qualificazione organizzato dall'European Chess Union per il continente di competenza. In luglio e agosto elimina lo zambiano Chitumbo Mwali per 3-1 al primo turno, il turco Mustafa Yılmaz per 1,5-0,5 al secondo turno, il super GM azero Şəhriyar Məmmədyarov per 2,5-1,5 al terzo turno e il croato Ante Brkić per 1,5-0,5 qualificandosi fra i primi sedici del torneo. Agli ottavi di finale viene eliminato dall'iraniano Amin Tabatabaei agli spareggi con il risultato finale di 2,5-1,5.
Nel 2022 in dicembre con il punteggio di 15 su 21 sale sul gradino più basso del podio del Mondiale blitz di Almaty a pari merito con Hikaru Nakamura, ma peggiore buchholz, e a un punto di distanza dal campione Magnus Carlsen.
Nel dicembre 2023 è 2° a Zagabria al Campionato europeo rapid con 9 punti su 11, superato per mezzo punto da Aleksej Sarana e superando per spareggio tecnico Bogdan-Daniel Deac .

## Statistiche
Ha raggiunto il massimo punteggio Elo nel novembre del 2023 con 2708 punti, punteggio che lo ha fatto superare la soglia dei 2700 punti che informalmente definisce i SuperGM.